# Rzeźnik (film 1917)
Rzeźnik (ang. The Butcher Boy) – amerykański krótkometrażowy film niemy z 1917 roku w reżyserii Roscoe 'Fatty' Arbuckle, z udziałem  Bustera Keatona.

## Obsada[1]
- Roscoe 'Fatty' Arbuckle
- Buster Keaton
- Al St. John
- Alice Lake
- Arthur Earle
- Joe Bordeaux